# Giovanni Andrea Doria

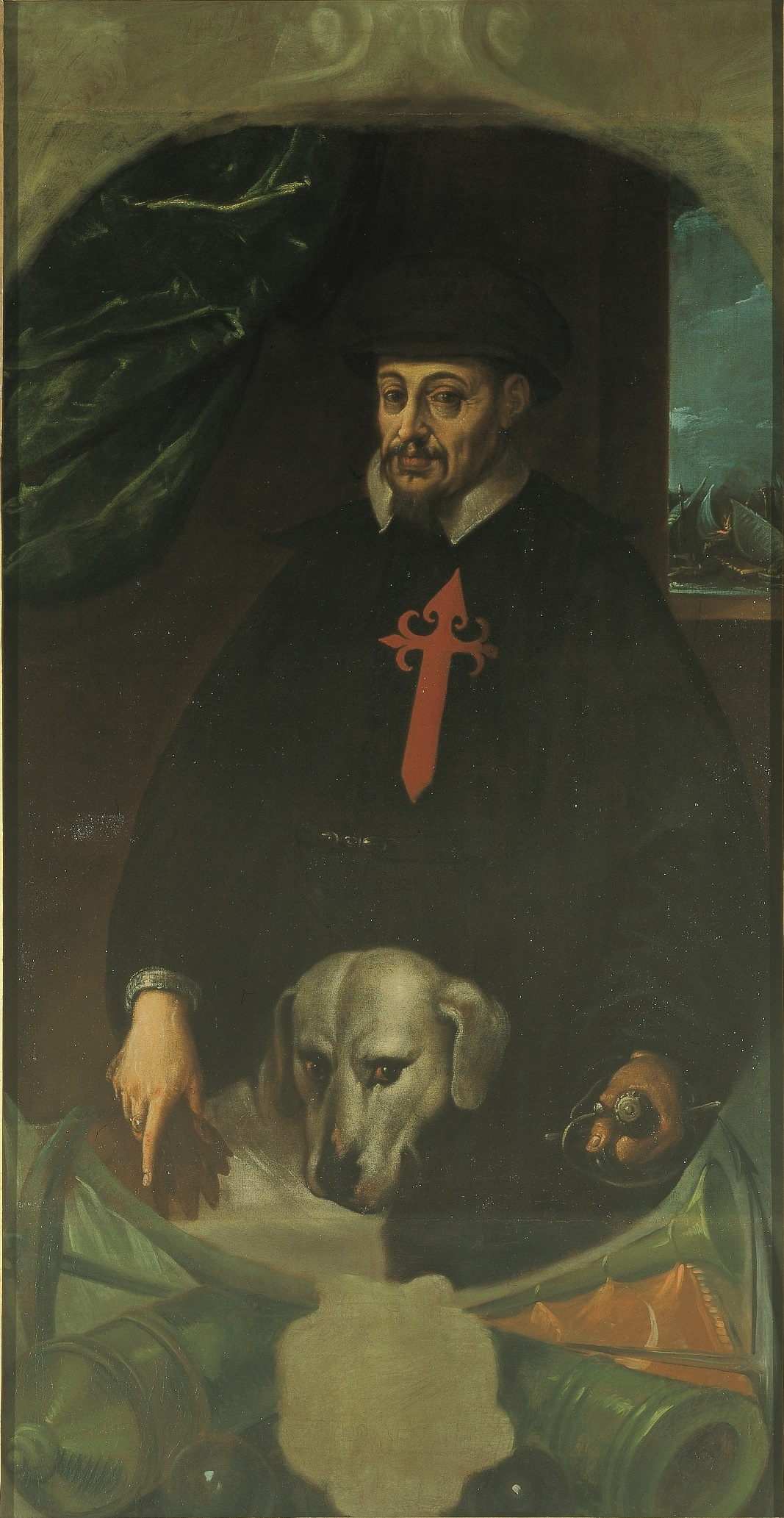
Giovanni Andrea Doria

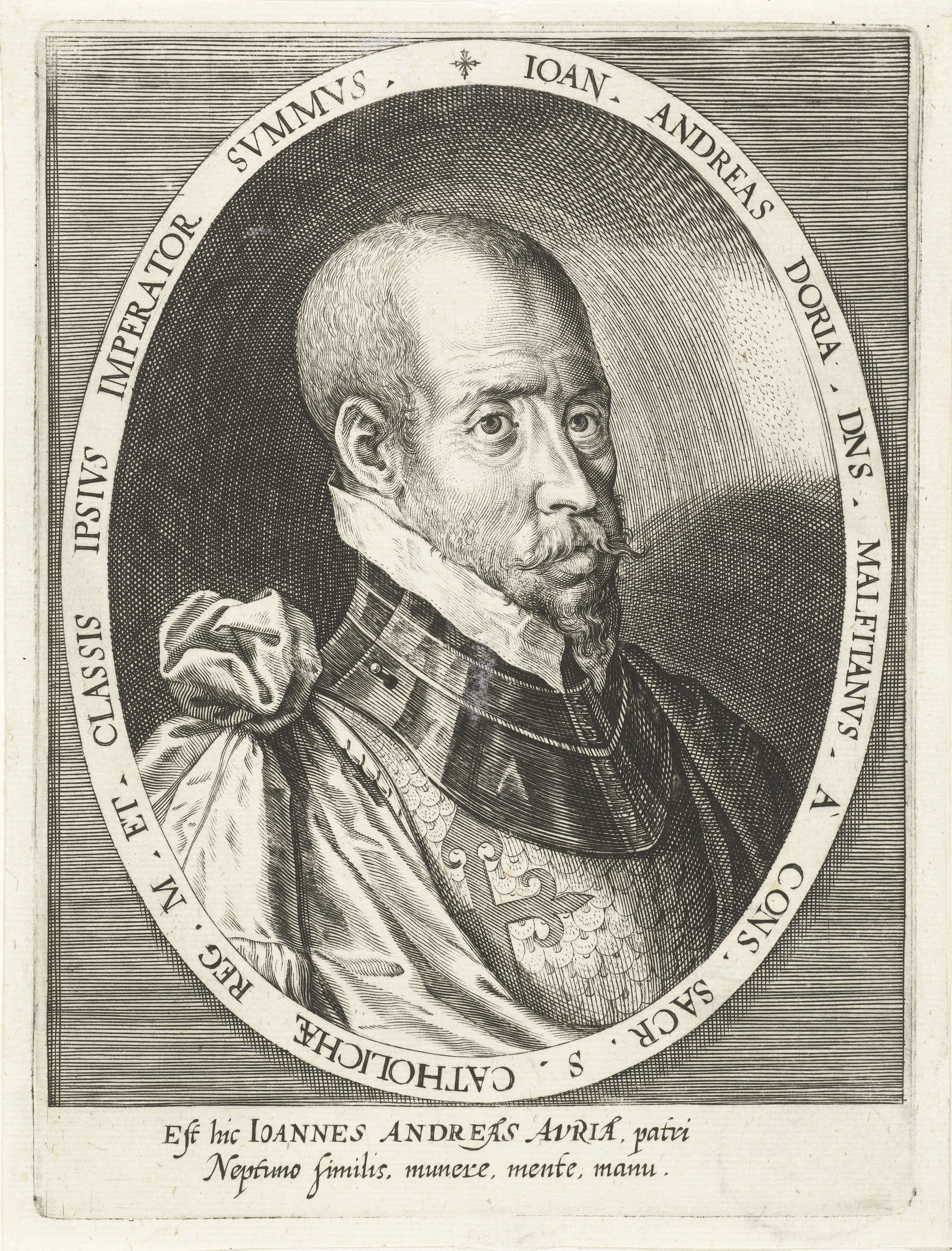
Giovanni Andrea Doria

Giovanni Andrea Doria (* 1539 in Genua; † 2. Februar 1606 ebenda) war ein genuesischer Admiral.

## Leben
Er war der Sohn von Gianettino Doria und nach dessen Tod 1547 Adoptivsohn seines Großonkels Andrea Doria, ebenfalls genuesischer Admiral und erster Fürst von Melfi.  
Nachdem Andrea Doria fast 90-jährig als gebrechlicher Mann nach Genua zurückkehrte und alle öffentlichen Ämter niederlegte, übernahm Giovanni Andrea Doria 1556 den Oberbefehl über die in spanischen Diensten stehende genuesische Flotte.

### Seeschlacht von Djerba
1560 befehligte Doria eine Flotte von 200 Schiffen und 30.000 Soldaten der Heiligen Liga, die Tripolis angreifen sollte. Die Stadt wurde inzwischen von Turgut Reis, den Barbarossa 1544 freigekauft hatte, beherrscht. Die Flotte sammelte sich bei Messina. Am 12. März 1560 eroberte Doria die Insel Djerba, welche die Seewege zwischen Algier, Tunis und Tripolis beherrschte. Daraufhin entsandte Sultan Süleyman I. eine Flotte von 120 Schiffen unter Piyale Pascha, die am 9. Mai vor Djerba eintraf und die Spanier angriff. Die Seeschlacht von Djerba mit der spanischen Flotte dauerte bis zum 14. Mai. Am 12. Mai sandte Turgut Reis weitere Schiffe, was den Sieg der Osmanen sicherstellte. Die Liga verlor etwa 60 Galeeren und 20.000 Mann, also 2/3 ihrer Soldaten. Giovanni Andrea Doria floh auf einem kleinen Schiff. Die Osmanen besetzten Djerba aufs Neue.
1564 gewann Giovanni Andrea Doria eine Seeschlacht gegen Turgut Reis beim Golf von Girolata (Korsika).

### Zypern
1570 führte Doria den Befehl über die Flotte der Heiligen Liga, die den Venezianern gegen die Osmanen zum Entsatz von Zypern zu Hilfe gesandt worden war. Durch die Verzögerung der Abfahrt von Kreta nach Kyrenia auf Befehl von Philipp II. verursachte er jedoch den Fall der Insel.

### Seeschlacht von Lepanto
Auch an der Schlacht von Lepanto (Naupaktos) am 7. Oktober 1571 unter Don Juan de Austria nahm er teil und befehligte den rechten Flügel mit 54 Galeeren.

## Nachkommen
Giovanni Andreas Doria war verheiratet mit Zenobia del Carretto Doria. 
Von seinem Sohn Andrea II. Doria stammen zahlreiche Geschlechter ab, wie die Doria Pamphili, Fürsten von Melfi, in Rom, die Fürsten von Angri in Neapel und die Lamba Doria in Genua.

## Weblink
Dieser Artikel basiert auf einem gemeinfreien Text aus Meyers Konversations-Lexikon, 4. Auflage von 1888 bis 1890.
| Personendaten    | Personendaten                                                               |
| ---------------- | --------------------------------------------------------------------------- |
| NAME             | Doria, Giovanni Andrea                                                      |
| ALTERNATIVNAMEN  | Doria, Gianandrea; Doria, Giovanni Andrea, principe di Melfi                |
| KURZBESCHREIBUNG | Oberbefehlshaber über die im spanischen Dienste stehende genuesische Flotte |
| GEBURTSDATUM     | 1539                                                                        |
| GEBURTSORT       | Genua                                                                       |
| STERBEDATUM      | 2. Februar 1606                                                             |
| STERBEORT        | Genua                                                                       |